# Miss Picardía
Miss Picardía es un concurso de belleza francés que selecciona una representante de la región de Picardía para el concurso nacional Miss Francia. La primera Miss Picardía fue coronada en 1927, aunque el título no se utilizó con regularidad hasta 1985.
La actual Miss Picardía es Marina Przadka, quien fue coronada Miss Picardía 2024 el 20 de octubre de 2024. Cuatro mujeres de Picardía han sido coronadas Miss Francia:
- Lyne Lassalle, quien fue coronada Miss Francia 1936
- Sylviane Carpentier, quien fue coronada Miss Francia 1953
- Élodie Gossuin, quien fue coronada Miss Francia 2001
- Rachel Legrain-Trapani, coronada Miss Francia 2007

## Resumen de resultados
- Ganadoras de Miss Francia: Lyne Lassalle (1935); Sylviane Carpentier (1952); Élodie Gossuin (2000); Rachel Legrain-Trapani (2006)
- Tercera finalista: Anastasia Winnebroot (2010)
- Cuarta finalista: Véronique Babic (1982)
- Quinta finalista: Adeline Legris-Croisel (2014)
- Sexta finalista: Charlotte Desauty (2002)
- Top 12/Top 15: Sophie Vanharen (1998); Émilie Mika (2012); Myrtille Cauchefer (2016); Morgane Fradon (2019); Bérénice Legendre (2022)

## Galería

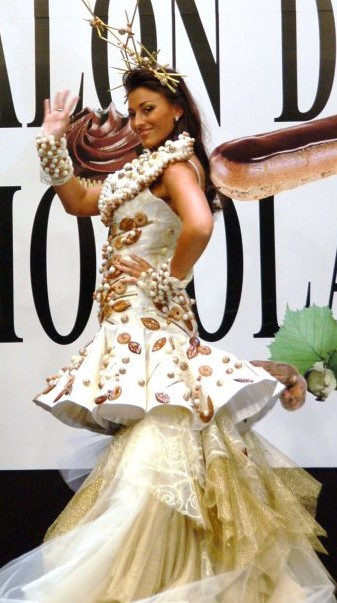
Miss Picardía 2006 y Miss Francia 2007 Rachel Legrain-Trapani
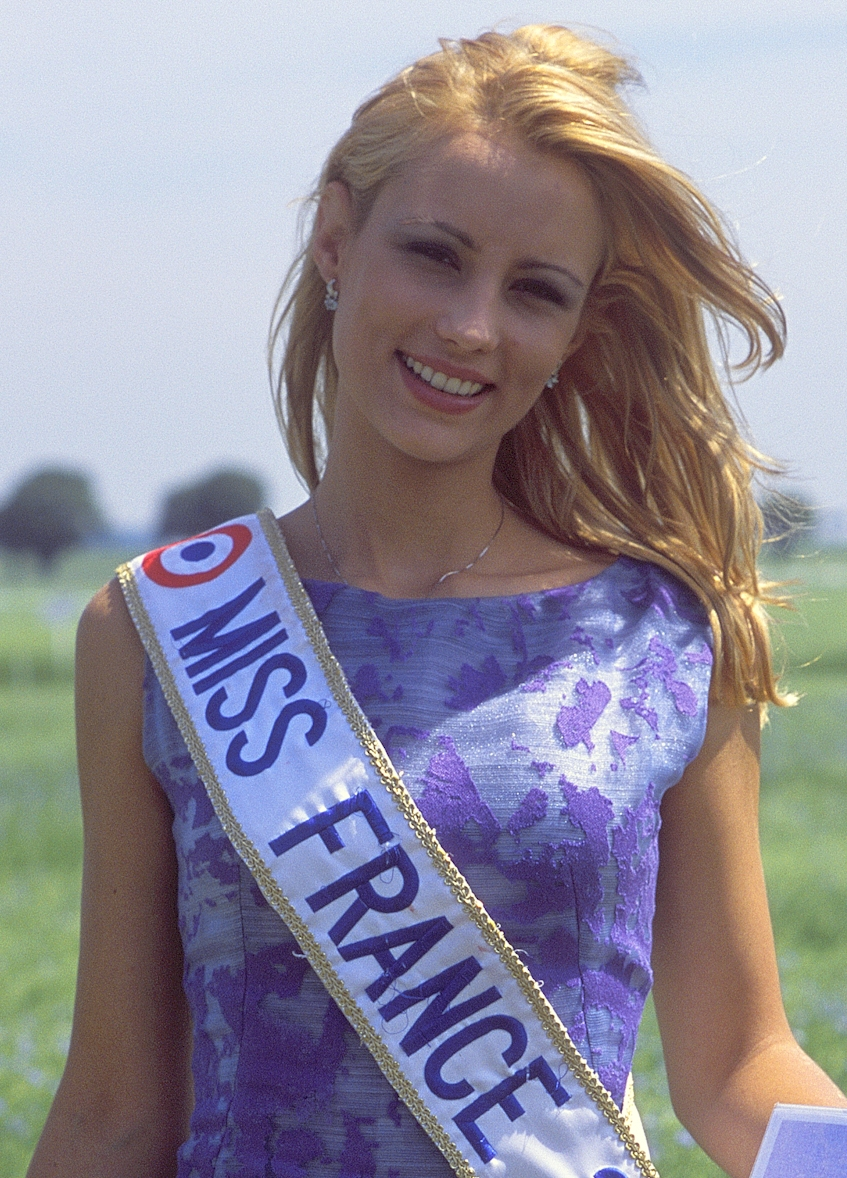
Miss Picardía 2000 y Miss Francia 2001 Élodie Gossuin
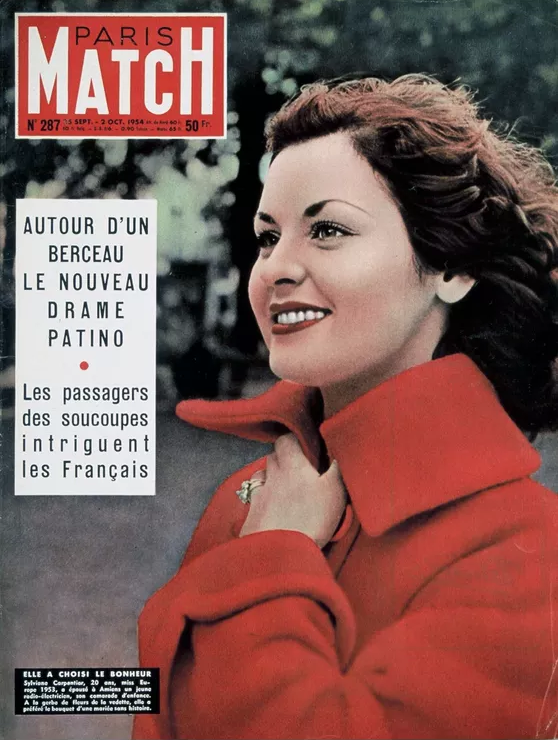
Miss Picardía 1952 y Miss Francia 1953 Sylviane Carpentier
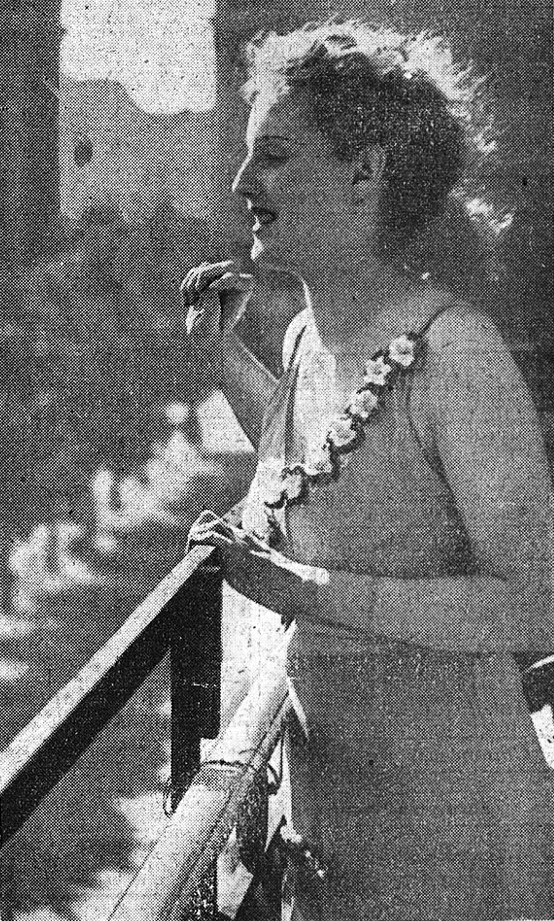
Miss Picardía 1935 y Miss Francia 1936 Lyne Lassalle

## Ganadoras
| Año  | Nombre                  | Edad | Altura          | Ciudad natal       | Posición en Miss Francia | Notas                                                                                   |
| ---- | ----------------------- | ---- | --------------- | ------------------ | ------------------------ | --------------------------------------------------------------------------------------- |
| 2024 | Marina Przadka          | 25   | 1,70 m (5′ 7″)  | Villers-Saint-Paul | Top 15                   |                                                                                         |
| 2023 | Charlotte Cresson       | 23   | 1,71 m (5′ 7″)  | Nesle              |                          |                                                                                         |
| 2022 | Bérénice Legendre       | 26   | 1,71 m (5′ 7″)  | Amiens             | Top 15                   |                                                                                         |
| 2021 | Hayate El Gharmaoui     | 21   | 1,72 m (5′ 8″)  | Compiègne          |                          |                                                                                         |
| 2020 | Tara de Mets            | 22   | 1,79 m (5′ 10″) | Clermont           |                          |                                                                                         |
| 2019 | Morgane Fradon          | 20   | 1,75 m (5′ 9″)  | Cires-lès-Mello    | Top 15                   |                                                                                         |
| 2018 | Assia Kerim             | 22   | 1,71 m (5′ 7″)  | Amiens             |                          |                                                                                         |
| 2017 | Paoulina Prylutska      | 19   | 1,70 m (5′ 7″)  | Compiègne          |                          |                                                                                         |
| 2016 | Myrtille Cauchefer      | 24   | 1,76 m (5′ 9″)  | Albert             | Top 12                   |                                                                                         |
| 2015 | Émilie Delaplace        | 19   | 1,73 m (5′ 8″)  | Creil              |                          |                                                                                         |
| 2014 | Adeline Legris-Croisel  | 21   | 1,77 m (5′ 10″) | Amiens             | Top 12 (5.ª finalista)   |                                                                                         |
| 2013 | Manon Beurey            | 19   | 1,75 m (5′ 9″)  | Argœuves           |                          |                                                                                         |
| 2012 | Émilie Mika             | 20   | 1,75 m (5′ 9″)  | Abbeville          | Top 12                   |                                                                                         |
| 2011 | Anaïs Merle             | 20   | 1,74 m (5′ 9″)  | Cires-lès-Mello    |                          |                                                                                         |
| 2010 | Anastasia Winnebroot    | 20   | 1,78 m (5′ 10″) | Compiègne          | Tercera finalista        |                                                                                         |
| 2009 | Juliette Boubaaya       | 19   | 1,72 m (5′ 8″)  | San Quintín        |                          |                                                                                         |
| 2008 | Katy Josse              | 22   | 1,70 m (5′ 7″)  | San Quintín        |                          |                                                                                         |
| 2007 | Julie Tristan           | 22   | 1,78 m (5′ 10″) | Compiègne          |                          |                                                                                         |
| 2006 | Rachel Legrain-Trapani  | 18   | 1,72 m (5′ 8″)  | San Quintín        | Miss Francia 2007        | Compitió en Miss Universo 2007 y Miss Mundo 2007                                        |
| 2005 | Sophie Blaisel          | 20   | 1,80 m (5′ 11″) | Compiègne          |                          |                                                                                         |
| 2004 | Aurore Carbonneau       | 21   | 1,74 m (5′ 9″)  | Soissons           |                          |                                                                                         |
| 2003 | Natacha Duboeuf         |      |                 | Tergnier           |                          |                                                                                         |
| 2002 | Charlotte Desauty       | 18   | 1,78 m (5′ 10″) | Vieux-Moulin       | Top 12 (6.ª finalista)   |                                                                                         |
| 2001 | Christelle Lenoble      | 22   | 1,76 m (5′ 9″)  |                    |                          |                                                                                         |
| 2000 | Élodie Gossuin          | 20   | 1,80 m (5′ 11″) | Trosly-Breuil      | Miss Francia 2001        | Top 10 en Miss Universo 2001                                                            |
| 1999 | Shirley Dubreuil        | 18   | 1,75 m (5′ 9″)  | Belleu             |                          |                                                                                         |
| 1998 | Sophie Vanharen         | 23   | 1,73 m (5′ 8″)  |                    | Top 12                   |                                                                                         |
| 1997 | Belinda Hanart          | 19   | 1,77 m (5′ 10″) |                    |                          |                                                                                         |
| 1996 | Magalie Lherminier      |      |                 |                    |                          |                                                                                         |
| 1995 | Virginie Beernaert      |      |                 |                    |                          |                                                                                         |
| 1994 | Hélène Bodart           |      |                 |                    |                          |                                                                                         |
| 1993 | Marianne Boulanger      |      |                 |                    |                          |                                                                                         |
| 1991 | Sophie Blondelle-Bourez |      |                 |                    |                          |                                                                                         |
| 1990 | Catherine Marcellin     |      |                 |                    |                          |                                                                                         |
| 1988 | Karine Grandjean        |      |                 |                    |                          |                                                                                         |
| 1987 | Carole Niedzickowski    |      |                 |                    |                          |                                                                                         |
| 1986 | Christine Prévot        |      |                 |                    |                          |                                                                                         |
| 1985 | Sabine Schemith         |      |                 |                    |                          |                                                                                         |
| 1982 | Véronique Babic         |      |                 |                    | Cuarta finalista         |                                                                                         |
| 1978 | Marie-Laure Cartry      |      |                 |                    |                          |                                                                                         |
| 1977 | Marie-Hélène Cartry     |      |                 |                    |                          | Cartry fue coronada Miss Picardía, mientras que Lajeunesse fue coronada Miss Thiérache. |
| 1977 | Catherine Lajeunesse    |      |                 |                    |                          | Cartry fue coronada Miss Picardía, mientras que Lajeunesse fue coronada Miss Thiérache. |
| 1976 | Dominique Laurent       |      |                 |                    |                          |                                                                                         |
| 1973 | Evelyne Pillon          |      |                 |                    |                          |                                                                                         |
| 1967 | Sylvie Gourdon          |      |                 |                    |                          |                                                                                         |
| 1952 | Sylviane Carpentier     | 18   |                 |                    | Miss Francia 1953        |                                                                                         |
| 1935 | Lyne Lassalle           | 16   |                 |                    | Miss Francia 1936        |                                                                                         |
| 1933 | Jacqueline Brémont      | 18   |                 |                    |                          |                                                                                         |
| 1932 | Denise Colombier        |      |                 |                    |                          |                                                                                         |
| 1931 | Julienne Rifflet        |      |                 |                    |                          |                                                                                         |
| 1930 | Marie-Thérèse Mercier   | 20   |                 |                    |                          |                                                                                         |
| 1927 | Madeleine Nogent        | 17   |                 |                    |                          |                                                                                         |